# Gadilinidae
Gadilinidae är en familj av blötdjur. Gadilinidae ingår i ordningen Dentaliida, klassen tandsnäckor, fylumet blötdjur och riket djur. Enligt Catalogue of Life omfattar familjen Gadilinidae 20 arter.
Kladogram enligt Catalogue of Life:
| Gadilinidae | \| \| Episiphon \| \| \| \| \| \| Gadilina \| \| \| \| |
|             | \| \| Episiphon \| \| \| \| \| \| Gadilina \| \| \| \| |
|             | Anulidentaliidae                                       |
|             |                                                        |
|             | Calliodentaliidae                                      |
|             |                                                        |
|             | Dentaliidae                                            |
|             |                                                        |
|             | Fustiariidae                                           |
|             |                                                        |
|             | Laevidentaliidae                                       |
|             |                                                        |
|             | Omniglyptidae                                          |
|             |                                                        |
|             | Rhabdidae                                              |
|             |                                                        |
|             | Episiphon                                              |
|             |                                                        |
|             | Gadilina                                               |
|             |                                                        |

|  | Episiphon |
|  |           |
|  | Gadilina  |
|  |           |